# Cimolesta
Cimolesta (từ tiếng Hy Lạp, nghĩa đen, "Kẻ trộm đất sét trắng") là một bộ động vật có vú tuyệt chủng tuyệt chủng. Cimolesta có một loạt các hình dạng cơ thể, răng và lối sống, mặc dù phần lớn trong số chúng nói chung là động vật có vú có kích thước trung bình nhỏ mà mang bề ngoài giống động vật gặm nhấm, chồn hay thú có túi ôpôt.